# Ángel Roberto Seifart
Ángel Roberto Seifart, né le 12 septembre 1941 à Asuncion et mort le 2 juillet 2018 dans la même ville, est un homme politique paraguayen.

## Biographie
Membre de l'Association nationale républicaine - Parti colorado, Ángel Roberto Seifart fut vice-président du Paraguay du 15 août 1993 au 15 août 1998. Il a été également ministre dans le gouvernement de Raúl Cubas Grau.